# Свята та пам'ятні дні у Білорусі
Свята і пам'ятні дні встановлюються указами президента Республіки Білорусь. Чинний перелік свят встановлено указом від 26 березня 1998 року № 157 з подальшими змінами та доповненнями. 

## Свята, що є неробочими днями
Відповідно до документа, Білорусь має 10 святкових неробочих днів
| Дата        | Місцева назва | Назва українською                                       |
| ----------- | --- | ------------------------------------------------------- |
| 1—2 січня   | Новы год / Новый год                                                                                                 | Новий рік                                               |
| 7 січня     | Раство Хрыстова (па календары праваслаўнай канфэсіі) / Рождество Христово (православное Рождество)                   | Різдво Христове (за календарем православної конфесії)   |
| 8 березня   | Дзень жанчын / День женщин                                                                                           | День жінок                                              |
| змінне      | Радаўніца / Радуница                                                                                                 | Проводи                                                 |
| 1 травня    | Дзень працы / Праздник труда                                                                                         | День праці                                              |
| 9 травня    | Дзень Перамогі / День Победы                                                                                         | День перемоги                                           |
| 3 липня     | Дзень Незалежнасці Рэспублікі Беларусь (Дзень Рэспублікі) / День Независимости Республики Беларусь (День Республики) | День Незалежності Республіки Білорусь (День Республіки) |
| 7 листопада | Дзень Кастрычніцкай рэвалюцыі / День Октябрьской революции                                                           | День Жовтневої революції                                |
| 25 грудня   | Раство Хрыстова (па календары каталіцкай канфэсіі) / Рождество Христово (католическое Рождество)                     | Різдво Христове (за календарем католицької конфесії)    |

Якщо святковий неробочий день припадає на вихідний, то цей вихідний не переноситься на наступний робочий. Тому фактична кількість додаткових вихідних у Білорусі може становити від 4 до 10:
- 4 — у прості роки, які починаються у п'ятницю;
- 5 — у прості роки, які починаються в суботу та високосні, які починаються в четвер;
- 6 — у високосні роки, які починаються у п'ятницю;
- 7 — у прості роки, які починаються у четвер та високосні, які починаються у середу (а також у прості роки, що починаються з неділі і в яких Великдень припадає на 30 квітня, та у високосні роки, що починаються з суботи чи неділі і в яких Великдень припадає на 22 чи 30 квітня (через збіг Радуниці з 1 і 9 травня відповідно);
- 8 — у прості роки, які починаються у неділю та у високосні, які починаються в суботу чи неділю (а також у прості роки, що починаються з понеділка і в яких Великдень припадає на 22 квітня через збіг Радуниці з 1 травня);
- 9 — у прості роки, які починаються у понеділок чи середу та високосні, які починаються в понеділок чи вівторок;
- 10 — у прості роки, які починаються з вівторка;

Якщо між святковим неробочим і щотижневим вихідним є один робочий день, уряд Білорусі може перенести цей робочий день на одну з найближчих субот. Щорічно таке перенесення відбувається біля свята Проводів, яке завжди припадає на вівторок. Крім того, уряд може переносити робочі дні для продовження святкового періоду (наприклад, з 2 на 21 січня у 2017 році).

### Скасовані
| Дата                                         | Місцева назва                                  | Назва українською       | Примітки                                                                                                |
| -------------------------------------------- | ---------------------------------------------- | ----------------------- | --- |
| змінне "за календарем католицької конфесії"  | Вялікдзень - дзень першы / Пасха - день первый | Великдень - день перший | Статус неробочого у 1992 - 1997 роках                                                                   |
| змінне "за календарем католицької конфесії"  | Вялікдзень - дзень другі / Пасха - день второй | Великдень - день другий | Статус неробочого у 1992 - 1997 роках                                                                   |
| змінне "за календарем православної конфесії" | Вялікдзень - дзень першы / Пасха - день первый | Великдень - день перший | Статус неробочого у 1992 - 1997 роках                                                                   |
| змінне "за календарем православної конфесії" | Вялікдзень - дзень другі/ Пасха - день второй  | Великдень - день другий | Статус неробочого у 1992 - 1997 роках                                                                   |
| 27 липня                                     | Дзень Незалежнасці / День Независимости        | День Незалежності       | Відзначався у річницю ухвалення Декларації про державний суверенітет Білоруської РСР з 1991 по 1996 рік |
| 2 листопада                                  | Дзень памяці / День памяти                     | День пам'яті            | Народна назва - Діди (Дзяды). Неробочий день у 1992 - 1997 роках.                                       |

Загальний список державних, загальнореспубліканських, релігійних, професійних свят та пам'ятних, неофіційних свят та міжнародних днів, що відзначаються в Білорусі
| Святкові та пам'ятні дні, що відзначають у Білорусі |                                                                                                | |
| Дата                                                | Назва                                                                                          | Інформація |
| Січень                                              |                                                                                                | |
| 1—2 січня                                           | Новий рік                                                                                      | Свято є загальнореспубліканським вихідним днем. У всіх регіонах для дітей організовано проводяться новорічні ранки з подарунками. Для старшого покоління проводяться різні вечірки та корпоративи. До 2020 року святковим днем було лише 1 січня. |
| 1 січня                                             | Всесвітній день миру                                                                           | Проголошено папою Павлом VI. Відзначається з 1968 року. |
| Перша неділя січня                                  | День банківських і фінансових працівників.                                                     | Професійне свято |
| 5 січня                                             | День працівників соціального захисту                                                           | Професійне свято |
| 6 січня                                             | Святий Вечір                                                                                   | Одне з найурочистіших свят. Його відзначають напередодні Різдва. |
| 7 січня                                             | Різдво (православне)                                                                           | Свято народження Ісуса Христа. Неробочий день з 1991 року. |
| 13 січня                                            | Старий Новий рік (Щедрий вечір)                                                                | Зустріч Нового року за старим стилем (юліанським календарем) |
| 14 січня                                            | Обрізання Христове                                                                             | Новий церковний рік. День Василія Великого. Віруючі в цей день натхненно вигукують: «Христос обрізався — славімо Його!» |
| 19 січня                                            | Водохреща                                                                                      | Свято Хрещення Ісуса Христа в Йордані |
| 19 січня                                            | День рятівника                                                                                 | Професійне свято |
| 21 січня                                            | День інженерних військ                                                                         | Професійне свято |
| 25 січня                                            | День студента, Тетянин день                                                                    | День заснування Московського університету у 1755 році Михайлом Ломоносовим, що приурочив його до іменин своєї матері Тетяни Петрівни. |
| Остання неділя січня                                | День білоруської науки                                                                         | Професійне свято |
| Лютий                                               |                                                                                                | |
| 14 лютого                                           | День святого Валентина, День закоханих                                                         | В Білорусі святкується з початку 1990-х років. Класичною емблемою Валентинового дня вважаються червоні троянди і «валентинки». |
| 15 лютого                                           | Стрітення                                                                                      | Відзначають в пам'ять про те, як Свята Діва Марія принесла до Єрусалимського Храму Ісуса Христа на 40-й день після його народження. |
| 15 лютого                                           | День пам'яті воїнів-інтернаціоналістів                                                         | 15 лютого в Білорусі відзначається як день вшанування учасників бойових дій на території інших держав. Цей день приурочений до роковин виведення військ СРСР з Афганістану (1989). |
| Останній тиждень перед Великим постом               | Масниця                                                                                        | Свято зустрічі весни та проводів зими. Головним атрибутом масниці є млинці і народні гуляння. |
| 19 лютого                                           | Міжнародний день захисту морських ссавців                                                      | Цей день вважається днем захисту не лише китів, але і всіх морських ссавців та інших живих істот морів та океанів. Святкується цей день з 1986 року, коли після 200-річного винищення китів Міжнародна китова комісія ввела заборону на китовий промисел. |
| 21 лютого                                           | День працівників землевпорядної і картографо-геодезичної служби                                | Професійне свято |
| 21 лютого                                           | Міжнародний день рідної мови                                                                   | За пропозицією держав-членів ЮНЕСКО Генеральна конференція організації в листопаді 1999 року проголосила Міжнародний день рідної мови, яка вперше святкувалася 21 лютого 2000 року в штаб-квартирі ЮНЕСКО в Парижі. Історія свята має трагічний початок. Дата 21 лютого вибрана тому, що саме цього дня в 1952 році загинули п'ять студентів, які брали участь в демонстрації за надання рідній їм бенгальській мові статусу державного в тодішньому Пакистані, частина якого пізніше стала незалежною державою Бангладеш. |
| 23 лютого                                           | День збройних сил Республіки Білорусь                                                          | Загальнореспубліканське свято. У Радянському Союзі цього дня відзначався День Радянської Армії та Військово-морського Флоту. Навіть після розпаду СРСР його відзначають як чоловічий день. |
| Березень                                            |                                                                                                | |
| 1 березня                                           | Всесвітній день цивільної оборони                                                              | У 1931 році за ініціативою декількох держав французький генерал медичної служби Жорж Сен-Поль заснував в Парижі «Асоціацію Женевських зон» — «зон безпеки» для створення за допомогою двосторонніх і всебічних угод локальних зон безпеки у всіх країнах, яка потім була перетворена в Міжнародну організацію цивільної оборони (МОЦО). 1 березня набрав чинності статут МОЦО, який схвалили 18 держав. |
| 4 березня                                           | День міліції                                                                                   | Професійне свято |
| 8 березня                                           | Міжнародний жіночий день                                                                       | Загальнореспубліканське свято, присвячене жінкам. Відзначається у ряді країн. 8 березня є офіційним вихідним днем в Білорусі, Україні, Росії, Азербайджані, Грузії, Казахстані, Киргизстані, Македонії, Молдові, Таджикистані, Туркменістані, а також в Монголії та В'єтнамі. |
| 15 березня                                          | День Конституції Республіки Білорусь                                                           | Державне свято, відзначається з 1994 року. Неробочий день у 1995—1998 роках. |
| 15 березня                                          | День споживача                                                                                 | |
| 18 березня                                          | День внутрішніх військ                                                                         | Професійне свято |
| 21 березня                                          | Всесвітній день лісів                                                                          | Цей день зв'язаний з діяльністю щодо садження лісів та висвітлення важливості збільшення кількості зелених насаджень. Цей день відзначається урядами та міжнародними організаціями для визначення плану збереження лісів. |
| 22 березня                                          | Всесвітній день водних ресурсів                                                                | День водних ресурсів бере свій початок з Конференції з довкілля та розвитку, що мала місце у 1992 році у Ріо-де-Жанейро. Основною причиною святкування цього дня є швидке зменшення запасів питної води. |
| 23 березня                                          | Всесвітній метеорологічний день / День працівників гідрометеорологічної служби                 | В 1960 році Всесвітня організація метеорології вирішила, що 23 березня буде святкуватися як Всесвітній день метеорології. Метою святкування є акцентування важливості метеорології і метеорологічної служби у забезпеченні благополуччя населення. Щороку вибирається нове гасло цього дня, яке покликане допомогти людям зрозуміти значення метеорологічної служби. |
| Четверта неділя березня                             | День працівників побутого обслуговування населення і житлово-комунального господарства.        | Професійне свято |
| 25 березня                                          | День волі                                                                                      | Неофіційне свято проголошення у 1918 році Білоруської Народної республіки. |
| 27 березня                                          | Міжнародний день театру                                                                        | Міжнародний день театру відзначається щорічно з 1962 року. Установлений у Відні на 9-му конгресі Міжнародного інституту театру (МІТ) при ЮНЕСКО в 1961 році. |
| Квітень                                             |                                                                                                | |
| 1 квітня                                            | День сміху                                                                                     | Неофіційне свято. За традицією, цього дня прийнято жартувати над друзями, членами сім'ї, колегами і т. д. Ці жарти зазвичай спрацьовують, якщо людина забула, який сьогодні день. |
| 2 квітня                                            | День єднання народів Білорусі і Росії                                                          | Державне свято, не є неробочим днем. |
| Перша неділя квітня                                 | День геолога                                                                                   | Професійне свято |
| 7 квітня                                            | Благовіщення                                                                                   | В основі свята — повідомлення архангела Гавриїла Діві Марії «благої вісті» (звідси і Благовіщення) про народження у неї божественного немовляти, Спасителя роду людського. |
| 7 квітня                                            | Всесвітній день здоров'я                                                                       | Відзначається щорічно 7 квітня починаючи з 1950 року. Цього дня в 1948 році набрав чинності Статут Всесвітньої організації охорони здоров'я (ВОЗ). |
| Друга неділя квітня                                 | День військ протиповітряної оборони                                                            | Професійне свято |
| 12 квітня                                           | День космонавтики                                                                              | 12 квітня 1961 року радянський космонавт Юрій Гагарін вперше побував в космосі. |
| 18 квітня                                           | День пам'яток історії та культури                                                              | 18 квітня — Міжнародний день визначних пам'яток і історичних місць. |
| 22 квітня                                           | Міжнародний день Землі                                                                         | 22 квітня 1970 року у США, в Нью-Йорку, студенти, школярі та їхні вчителі вперше організували національний День Землі, запропонувавши зазирнути вглиб екологічних проблем і разом пошукати їх вирішення. З 1990 року цей день проголошено міжнародним. |
| 23 квітня                                           | Всесвітній день книги й авторського права                                                      | Ідея святкування виникла в Каталонії, де 23 квітня, в день Святого Георгія — покровителя Каталонії, жінкам вручають троянди, а кожен чоловік може розраховувати на отримання в подарунок хоч однієї книги. Троянда натякає на кров, пролиту Георгієм в битві з драконом, а книжки нагадують про сумну дату 23 квітня 1616 року, день смерті Сервантеса, автора роману «Винахідливий гідальго Дон Кіхот з Ламанчі». У 1996 році ЮНЕСКО інтернаціоналізувала це свято, підтвердивши свою прихильність справі заохочення читання, книговидання і захисту інтелектуальної власності.                                                   |
| 26 квітня                                           | Міжнародний день інтелектуальної власності                                                     | Генеральна асамблея Всесвітньої організації інтелектуальної власності на своєму засіданні у вересні 2000 року ухвалила рішення про встановлення цього свята. При цьому вона виходила з того, що 26 квітня знаменує собою народження ВОІВ, організації, покликаній сприяти охороні і розвитку інтелектуальної власності у всьому світі. |
| 26 квітня                                           | Міжнародний день пам'яті жертв радіаційних аварій і катастроф / День Чорнобильської трагедії   | 26 квітня 1986 року сталася аварія на Чорнобильській АЕС. У вересні 2003 року на саміті СНД Президент України Леонід Кучма запропонував країнам-учасницям Співдружності оголосити 26 квітня Міжнародним днем пам'яті жертв радіаційних аварій і катастроф. Рада голів держав СНД підтримала цю пропозицію. |
| Дата змінна                                         | Великдень                                                                                      | У цей день християни святкують Воскресіння Ісуса Христа, що сталося на третій день після його смерті, при чому день смерті вважається першим днем. За юліанським календарем свято завжди припадає на неділю між 4 квітня і 8 травня, за григорианським — на неділю між 22 березня і 25 квітня. У 1992—1997 роках святковими і неробочими днями були неділя і понеділок Великодніх свят за обома календарями. |
| Дата змінна. Другий після Великодня вівторок.       | Радуниця                                                                                       | День поминання померлих рідних. |
| Травень                                             |                                                                                                | |
| 1 травня                                            | День Праці                                                                                     | Загальнореспубліканське свято. Спочатку 1 травня — День міжнародної солідарності трудящих. 1 травня 1886 року американські робочі організували страйк з вимогою 8-годинного робочого дня. Страйк і супутня демонстрація, закінчилися кровопролитним зіткненням з поліцією. У липні 1889 року Паризький конгрес II Інтернаціоналу на згадку про виступ робочих Чикаго ухвалив рішення про проведення 1 травня щорічних демонстрацій. Вперше день міжнародної солідарності трудящих був відмічений в 1890 році в Австро-Угорщині, Бельгії, Німеччині, Данії, Іспанії, Італії, США, Норвегії, Франції, Швеції і деяких інших країнах. |
| 3 травня                                            | Всесвітній день свободи преси                                                                  | 3 травня 1991 року в Намібії представники незалежних видань Африки ухвалили «Віндхуцьку декларацію», яка містила заклик до держав світу забезпечувати свободу преси та її демократичний характер. Цей день і відзначають за ініціативою ЮНЕСКО та ООН. |
| 5 травня                                            | День преси                                                                                     | Професійне свято |
| 7 травня                                            | День працівників радіо, телебачення і зв'язку.                                                 | Професійне свято. Цього дня 1895 року російський фізик Олександр Попов здійснив перший сеанс радіозв'язку і продемонстрував світові перший радіоприймач. |
| 8 травня                                            | Міжнародний день Червоного Хреста і Червоного Півмісяця                                        | 8 травня народився Анрі Дюнан, ініціатор створення цього всесвітнього руху. У серпні 1864 року він вперше почав обстоювати право на життя, недоторканність і полегшення страждань людей в умовах збройних конфліктів. |
| 9 травня                                            | День Перемоги                                                                                  | Державне свято. Відзначається щорічно 9 травня на згадку про переможне завершення Великої Вітчизняної війни радянського народу проти німецько-фашистських загарбників. |
| Друга неділя травня                                 | День Державного герба Республіки Білорусь і Державного прапора Республіки Білорусь             | Державне свято. |
| 12 травня                                           | Всесвітній день медсестер                                                                      | Офіційно свято відзначається з 1971 року в день народження англійки Флоренс Найтінгейл, родоначальниці системи по підготовці кадрів середнього і молодшого медичного персоналу. |
| 15 травня                                           | Міжнародний день родини / День сім'ї                                                           | У 1993 році Генеральна асамблея ООН прийняла постанову, що починаючи з 1994 року 15 травня щорічно буде відзначатися Міжнародний день сімей. Зроблено це з метою поглиблення розуміння питань сім'ї та підвищення інституціональних можливостей країн вирішувати серйозні проблеми, пов'язані з сім'єю, на основі комплексної політики. |
| Третя субота травня                                 | День працівників фізичної культури і спорту.                                                   | Професійне свято |
| 28 травня                                           | День прикордонника                                                                             | Професійне свято |
| Остання неділя травня                               | День хіміка                                                                                    | Професійне свято |
| Червень                                             |                                                                                                | |
| Перша неділя червня                                 | День меліоратора                                                                               | Професійне свято |
| 5 червня                                            | День охорони довколишнього середовища                                                          | |
| Друга неділя червня                                 | День працівників легкої промисловості                                                          | Професійне свято |
| Третя неділя червня                                 | День медичних працівників                                                                      | Професійне свято |
| 22 червня                                           | День всенародної пам'яті жертв Великої Вітчизняної війни                                       | Пам'ятний день |
| 26 червня                                           | День працівників прокуратури                                                                   | Професійне свято |
| Остання субота червня                               | День винахідника і раціоналізатора                                                             | Професійне свято |
| Остання неділя червня                               | День молоді                                                                                    | |
| 29 червня                                           | День партизан і підпільників                                                                   | Відзначається в Білорусі з 2014 року. |
| 30 червня                                           | День економіста                                                                                | Професійне свято |
| Липень                                              |                                                                                                | |
| 3 липня                                             | День Незалежності Республіки Білорусь                                                          | Державне свято. Відзначається з 1997 року. З 1991 до 1996 року відзначалося 27 липня. |
| Перша субота липня                                  | День кооперації                                                                                | Професійне свято |
| Перша неділя липня                                  | День працівників водного транспорту                                                            | Професійне свято |
| 7 липня                                             | Свято Івана Купала                                                                             | |
| Друга неділя липня                                  | День працівників податкових органів                                                            | Професійне свято |
| Третя неділя липня                                  | День металурга                                                                                 | Професійне свято |
| 25 липня                                            | День пожежної служби                                                                           | Професійне свято |
| Остання неділя липня                                | День працівників торгівлі                                                                      | Професійне свято |
| Серпень                                             |                                                                                                | |
| 2 серпня                                            | День десантників і сил спеціальних операцій                                                    | Професійне свято |
| Перша неділя серпня                                 | День залізничника                                                                              | Професійне свято |
| 6 серпня                                            | День залізничних військ                                                                        | Професійне свято |
| Друга неділя серпня                                 | День будівельника                                                                              | Професійне свято |
| Третя неділя серпня                                 | День військово-повітряних сил                                                                  | Професійне свято |
| 23 серпня                                           | День працівників державної статистики                                                          | Професійне свято |
| Остання неділя серпня                               | День шахтаря                                                                                   | У 1935 році, в ніч з 30 на 31 серпня шахтар Олексій Стаханов буцімто встановив рекорд — добув 102 тонни вугілля при нормі в 7 тонн. І ось вже понад 50 років, з 1948-го, в останню неділю серпня в Білорусі та інших країнах колишнього СРСР відзначається День шахтаря. |
| Вересень                                            |                                                                                                | |
| 1 вересня                                           | День знань                                                                                     | |
| Перша неділя вересня                                | День білоруської писемності                                                                    | Традиційно свято проводиться в містах, які є історичними центрами культури, науки, літератури і книгодрукування. |
| Перша неділя вересня                                | День працівників нафтової, газової та паливної промисловості.                                  | Професійне свято |
| Друга неділя вересня                                | День танкістів                                                                                 | Професійне свято |
| 15 вересня                                          | День бібліотек                                                                                 | Професійне свято |
| 20 вересня                                          | День митника                                                                                   | Професійне свято |
| Третій вівторок вересня                             | День миру                                                                                      | |
| Третя неділя вересня                                | День працівників лісу                                                                          | Професійне свято |
| Остання неділя вересня                              | День машинобудівника                                                                           | Професійне свято |
| Жовтень                                             |                                                                                                | |
| 1 жовтня                                            | День літніх людей                                                                              | |
| Перша неділя жовтня                                 | День працівників освіти                                                                        | Свято працівників освіти Білорусі. |
| 6 жовтня                                            | День архівіста                                                                                 | Професійне свято |
| Друга неділя жовтня                                 | День працівників культури                                                                      | Професійне свято |
| 14 жовтня                                           | День матері                                                                                    | Свято працівників освіти Білорусі. |
| 14 жовтня                                           | День стандартизації                                                                            | Професійне свято |
| 15 жовтня                                           | День працівників фармацевтичної і мікробіологічної промисловості.                              | Професійне свято |
| Остання неділя жовтня                               | День автомобіліста і дорожника                                                                 | Професійне свято |
| Листопад                                            |                                                                                                | |
| 2 листопада                                         | Діди                                                                                           | День поминання померлих рідних. Неробочий день у 1992—1997 роках. |
| Перша неділя листопада                              | День працівників цивільної авіації                                                             | Професійне свято |
| 7 листопада                                         | День Жовтневої революції                                                                       | Загальнореспубліканське свято. Відзначається в день здійснення Жовтневої революції (1917). Неробочий день з 1995 року. |
| 17 листопада                                        | Міжнародний день студентів                                                                     | Щорічне міжнародне свято студентської активності. |
| 19 листопада                                        | День ракетних військ і артилерії                                                               | Професійне свято |
| Третя неділя листопада                              | День працівників сільського господарства і переробної промисловості агропромислового комплексу | Професійне свято |
| 27 листопада                                        | День Героїв                                                                                    | Неофіційне свято у сучасній Білорусі на відзначення річниці початку Слуцького повстання 1920 року |
| Грудень                                             |                                                                                                | |
| 3 грудня                                            | День інвалідів                                                                                 | |
| Перша субота грудня                                 | День страхових працівників                                                                     | Професійне свято |
| Перша неділя грудня                                 | День юриста                                                                                    | Професійне свято |
| 10 грудня                                           | День прав людини                                                                               | |
| 17 грудня                                           | День білоруського кіно                                                                         | |
| 20 грудня                                           | День працівника органів державної безпеки                                                      | У цей день у 1917 році постановою Ради народних комісарів для боротьби з контрреволюцією і саботажем в Радянській Росії була утворена Всеросійська надзвичайна комісія. Її першим головою був призначений Ф. Е. Дзержинський. |
| 22 грудня                                           | День енергетика                                                                                | Професійне свято |
| 24 грудня                                           | Святий Вечір                                                                                   | Одне з найурочистіших свят. Його відзначають напередодні Різдва. |
| 25 грудня                                           | Різдво (католицьке)                                                                            | Свято народження Ісуса Христа. Неробочий день з 1991 року. |